# آدم أوستروفسكي
آدم أوستروفسكي (بالبولندية: Adam Ostrowski) هو طيار بولندي، ولد في 15 فبراير 1919، وتوفي في مارس 2018.